# IEEE 802.11ay
Стандарт IEEE 802.11ay является разрабатываемым расширением к текущим техническим стандартам для беспроводных сетей. Он является расширением стандарта 802.11ad, с увеличенным в 4 раза частотным диапазоном и MIMO, расширенным до 8 потоков. Он будет являться вторым стандартом WiGig.

## Технические характеристики
Стандарт 802.11ay является частью набора стандартов связи IEEE 802.11 для WLAN. Он будет иметь частоту 60 ГГц, скорость передачи 20-40 Гбит/с и увеличенную дальность передачи в 300—500 метров. Вероятно, он имеет механизмы для агрегирования каналов и технологии MU-MIMO. Первоначально предполагалось, что он будет выпущен в 2017 году, но его выход был отложен до 2019 года. 802.11ay не будет новым типом WLAN в наборе IEEE 802.11, а будет просто улучшением существующего стандарта 802.11ad.
В то время, как стандарт 802.11ad использует максимум 2,16 гигагерцовые полосы частотного диапазона, 802.11ay объединяет в себе четыре подобных канала, занимая полосу частот до 8,64 ГГц. Также был добавлен MIMO с максимум 4 потоками. Скорость передачи данных в каждом потоке составляет 44 Гбит/с, с четырьмя потоками скорость возрастает до 176 Гбит/с. Кроме того, вероятно, были добавлены схемы модуляции высших порядков до 256-QAM.
Данный стандарт может являться заменой для Ethernet и других проводных сетей внутри офиса или жилого помещения, и обеспечивать внешние транзитные соединения для операторов связи.
Стандарт 802.11ay не следует путать с аналогично названным 802.11ax, который выпущен в 2019. Хотя они могут похвастаться схожими скоростями, стандарт 802.11ay разработан для работы на больших расстояниях и гораздо более высоких частотах. Низкие частоты стандарта 802.11ax не рассчитаны на подобное расстояние, но позволяют ему игнорировать стены во время работы, с чем стандарт 11ay справляется с трудом.

## Предварительные версии
Проект версии 0.1 802.11ay был выпущен в январе, а проект версии 0.2  — в марте 2017 года. Проект версии 1.0 был опубликован в ноябре 2017, а проект версии 1.2 — в апреле 2018 года.